# فضاء محيط
يُقصد بـ الفضاء المحيط، أو فضاء الوضعيات المحيط، أو الفضاء المحيطي الكهربي،[بحاجة لمصدر] هو الفضاء الذي يحيط بأي جسم.

## رياضيات

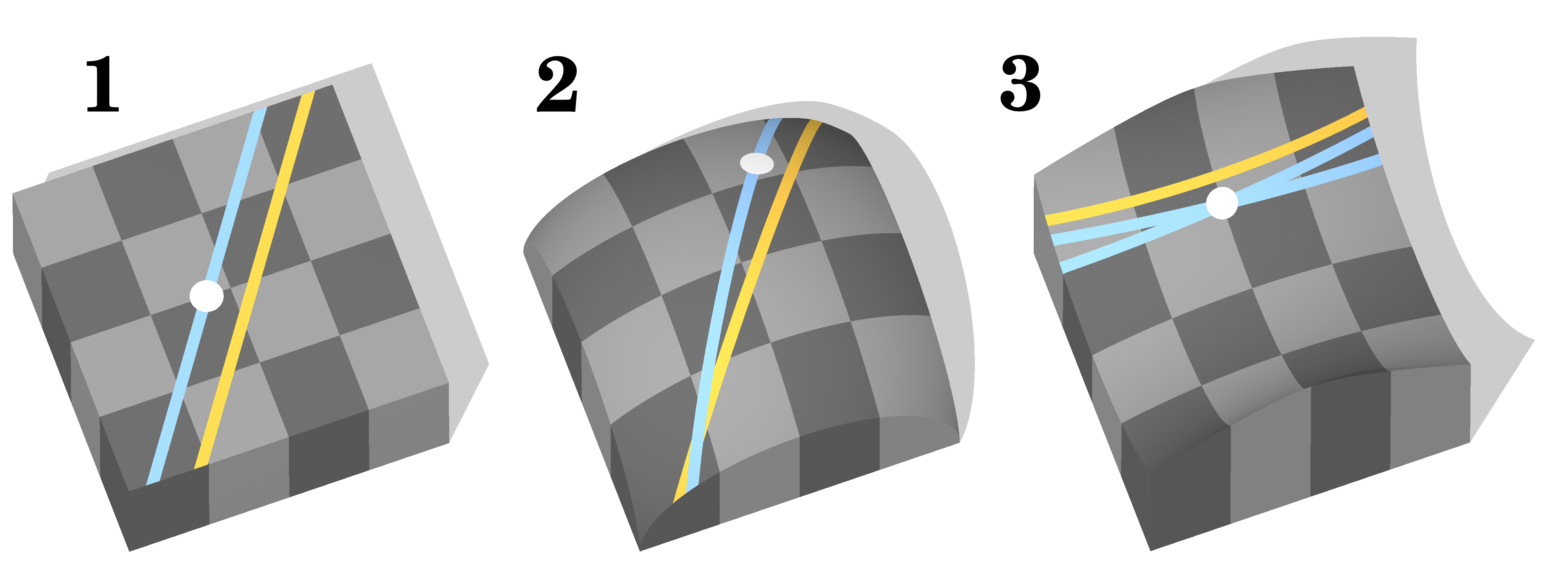
ثلاثة أمثلة على أشكال هندسية مختلفة: إقليدية, وأهليليجية، وهندسة زائدية

في علم الرياضيات، وبخاصة في أقسام الهندسة الرياضية والطوبولوجيا، يُقصد بـ الفضاء المحيط ذلك الفضاء الذي يحيط بأي جسم رياضي. فعلى سبيل المثال، يمكن دراسة الخط باعتباره وحدة مستقلة، أو يمكن دراسته كجسم ما في فضاء ثنائي الأبعاد — وفي هذه الحالة يكون الفضاء المحيط عبارة عن سطح مستوٍ، أو عبارة عن جسم ما في فضاء ثلاثي الأبعاد — وفي هذه الحالة يكون الفضاء المحيط ثلاثي الأبعاد. ولمعرفة السبب في أن ذلك يشكل فرقًا، انظر إلى هذه العبارة «الخطوط التي لا تتلاقى هي بالضرورة خطوط متوازية». وتعتبر تلك العبارة حقيقية إذا كان الفضاء المحيط ثنائي الأبعاد، وتعتبر خاطئة إذا كان الفضاء المحيط ثلاثي الأبعاد، لأنه في الحالة الأخيرة يمكن أن تكون تلك الخطوط مستقيمات متخالفة، بدلًا من كونها متوازية.

## كتابات أخرى
- W H A Schilders, E.J .W. ter Maten, Philippe G. Ciarlet, Numerical Methods in Electromagnetics: Special Volume, Elsevier 2005. (ed., with particular attention to page 120+.)
- Stephen Wiggins, Chaotic Transport in Dynamical Systems. 1992. (ed., with particular attention to page 209+.)
- "Relative Hyperbolicity, Trees of Spaces and Cannon–Thurston Maps" arXiv:0708.3578, 2007
- "Relative Hyperbolic Extensions of Groups and Cannon–Thurston Maps" arXiv:0801.0933, 2008